# Bistum Killaloe
Das Bistum Killaloe (ir.: Deoise Chill Dalua, lat.: Dioecesis Laoniensis) ist eine in Irland gelegene römisch-katholische Diözese mit Sitz in Ennis.

## Geschichte
Bei der Synode von Rathbreasail 1111 wurde die Diözese eingerichtet und 1152 wurde Killaloe auf der Synode von Kells dem Erzbistum Cashel und Emly als Suffraganbistum unterstellt.

## Bischöfe von Killaloe
- Cornelius Ryan OFM, 1576–1616
- John O’Mollony, 1671–1689, dann Bischof von Limerick
- Eustace Brown, 1713–1724
- Sylvester Lloyd OFM, 1728–1739, dann Bischof von Waterford und Lismore
- Patrick MacDonogh, 1739–1752
- Nicholas Madgett, 1752–1753, dann Bischof von Kerry
- William O’Meara, 1753–1764
- Michael Peter MacMahon OP, 1765–1807
- James O’Shaughnessy, 1807–1828
- Patrick MacMahon, 1828–1836
- Patrick Kennedy, 1836–1851
- Daniel Vaughan, 1851–1859
- Michael Flannery, 1859–1891
- Thomas McRedmond, 1891–1904
- Michael Fogarty, 1904–1955
- Joseph Rodgers, 1955–1966
- Michael Anthony Harty, 1967–1994
- Willie Walsh, 1994–2010
- Kieran O’Reilly SMA, 2010–2014, dann Erzbischof von Cashel und Emly
- Fintan Monahan, seit 2016